# تینا آخوندتبار
تینا آخوندتبار (زاده ۵ خرداد ۱۳۶۶ در اسلامشهر) هنرپیشه و بوکسور اهل ایران است. 

## زندگی‌نامه
تینا آخبودتبار مدرک کارشناسی خود را در رشته حسابداری از دانشگاه آزاد واحد تهران جنوب دریافت نمود و پس از آن یک دوره ۶ ماهه در کلاس‌های بازیگری حمید سمندریان تعلیم دید.
آخوندتبار بازیگری را با فیلم طلاق به سبک ایرانی در سال ۱۳۸۸ آغاز کرد و پس از آن با ایفای نقش در فیلم سینمایی هرچی خدا بخواد به کارگردانی نوید میهن‌دوست در سال ۱۳۸۹ به سینما راه یافت و با ایفای نقش در فیلم‌های سینمایی رسوایی در سال ۱۳۹۱ به کارگردانی مسعود ده‌نمکی و متل قو به کارگردانی مسعود نوابی به شهرت رسید. وی از بازیگری فاصله گرفته و به ورزش بوکس می‌پردازد.

## فعالیت ورزشی
وی از سال ۱۳۹۳ به ورزش حرفه‌ای بوکس پرداخت و در سینما گزیده‌تر و محدودتر فعال شد و شروع به تمرین تنیس کرد و دو سال این ورزش را ادامه داد.
وی به واسطه فیلمنامه‌ای که به او پیشنهاد شده بود با ورزش‌های رزمی آشنا شد و از سال ۱۳۹۵ به شکل حرفه‌ای بوکس تمرین می‌کند و در سطح جهانی مسابقه می‌دهد.
او در ایران با سرمربی تیم ملی بوکس مردان تمرین می‌کرد اما به دلیل فضای نامناسب تمرین بوکس حرفه‌ای برای زنان، ایران را ترک کرد و به عضویت باشگاه فنرباغچه ترکیه درآمد و تمرین‌ها و مسابقات خود را در این باشگاه ادامه داد.

### مسابقات
او اولین مسابقات حرفه‌ای خود را با عضویت در تیم فنر باغچه ترکیه آغاز کرد.
وی دوره‌هایی در باشگاه‌های چین، اوکراین، سن پترزبورگ هم زیر نظر مربیان بین‌المللی به تمرین بوکس پرداخت است.
مهم‌ترین بازی او با «سوفیا اوچیگاوا» قهرمان دو دوره المپیک و دارنده دو کمربند بوکس تیرماه سال ۱۴۰۰ در مسکو برگزار شد که بعد از ده راند با اختلاف امتیازی، قهرمانی جهان را واگذار کرد.

## فیلم‌شناسی

### سینمایی
| سال  | نام فیلم           | کارگردان      |
| ---- | ------------------ | ------------- |
| ۱۳۸۸ | طلاق به سبک ایرانی | فرید کلهر     |
| ۱۳۸۹ | هرچی خدا بخواد     | نوید میهن‌دوست |
| ۱۳۸۹ | آزادراه            | عباس رافعی    |
| ۱۳۹۰ | خودزنی             | احمد کاوری    |
| ۱۳۹۱ | رسوایی             | مسعود ده‌نمکی  |
| ۱۳۹۱ | متل قو             | مسعود نوابی   |
| ۱۳۹۳ | بی‌خوابی اسب‌ها      | شهرام اسدزاده |
| ۱۳۹۳ | آن آواز غمناک      | آرش سنجابی    |
| ۱۳۹۴ | باج                | بهمن گودرزی   |

### مجموعه تلویزیونی
| سال  | نام فیلم   | کارگردان       |
| ---- | ---------- | -------------- |
| ۱۳۹۱ | دختران حوا | حسین سهیلی‌زاده |
| ۱۳۹۱ | دیوار      | سیروس مقدم     |
| ۱۳۹۴ | زاویه هفتم | محمود معظمی    |